# Edward Kozyra
Edward Kozyra (ur. 24 września 1914 w Rudziczce, zm. 1999) – polski rolnik, poseł na Sejm PRL II kadencji.

## Życiorys
Uzyskał wykształcenie podstawowe, z zawodu rolnik. Był przewodniczącym spółdzielni produkcyjnej w Rudziczce oraz pracownikiem Odlewni Żeliwa M-16 w Żarach. Działał na rzecz wspólnoty lokalnej, dzięki jego staraniom w rodzinnej miejscowości powstał nowy budynek szkolny, kościół i cmentarz. Wziął udział w wojnie obronnej 1939 w 75 Pułku Piechoty od Żor, przez Proszowice do Tomaszowa Lubelskiego. Następnie żołnierz 2 Korpusu Polskiego.
Był członkiem Polskiej Zjednoczonej Partii Robotniczej. Został wybrany na posła na Sejm PRL II kadencji z okręgu Tychy. W trakcie pracy w parlamencie zasiadał w Komisji Rolnictwa i Przemysłu Spożywczego.